# تشارلز ماير (سياسي)
تشارلز ماير هو فلاح وسياسي كندي، ولد في 21 أبريل 1936. حزبياً، نشط في الحزب الكندي التقدمي المحافظ. وقد انتخب عضو مجلس العموم الكندي.